# Édouard De Bièfve
Édouard De Bièfve, né le 4 décembre 1808 à Bruxelles et mort dans la même ville le 7 février 1882 , est un peintre belge qui s'est illustré comme portraitiste et peintre d'histoire.

## Biographie
Jean François Édouard De Bièfve est né à Bruxelles en 1808, fils d'un marchand, Charles de Bièfve et d'Anne Josèphe Julienne Thys. Son oncle maternel est Jean-François Thys, artiste peintre à Bruxelles. Dès son enfance, il apprend le dessin comme art d'agrément.
Édouard De Bièfve étudie de 1825 à 1828 à l'Académie des Beaux-Arts de Bruxelles auprès de Joseph Paelinck. En 1828, il poursuit son apprentissage à Paris en qualité de sculpteur à l'atelier de David d'Angers, puis il rejoint l'atelier de peinture de Paul Delaroche de 1831 à 1841. En 1841, son chef-d'œuvre, Le Compromis des nobles en 1566 place le jeune artiste au rang des maîtres et lui acquiert une réputation européenne. Il partage durant la décennie 1831-1840 son temps entre Paris et Bruxelles où il expose aux salons triennaux et reçoit un accueil critique positif. Édouard De Bièfve est ensuite invité à la cour du roi de Prusse Frédéric-Guillaume IV, puis à celle du roi de Bavière Louis Ier. En 1843, De Bièfve est élu membre effectif de l'Académie des arts de Berlin et devient membre honoraire de plusieurs institutions allemandes et autrichienne : l'École supérieure des beaux-arts de Dresde, l'Académie des beaux-arts de Munich et l'Académie des beaux-arts de Vienne.    
Il obtient une médaille d'or de l'Académie royale des beaux-arts de Gand. Il reçoit le titre de peintre de la Reine Louise d'Orléans en 1845[réf. souhaitée]. Il est considéré comme l'un des artistes qui, aux côtés de Nicaise De Keyser, Louis Gallait et Gustave Wappers, affirme les tendances rénovatrices et nationales de l'art en Belgique. Une exposition des œuvres des peintres belges d'histoire Gallait, De Keyser et De Bièfve circule dans plusieurs métropoles allemandes en 1842 et 1843 et sert de modèle à des artistes allemands tel Adolph von Menzel. Cependant, il ne réussit plus jamais à égaler son chef-d'œuvre Le Compromis des nobles en 1566 et recueille des critiques défavorables en dépit de la reconnaissance officielle.
Considéré, à l'instar de ses confrères peintres d'histoire, comme peintre de « propagande nationale », Édouard De Bièfve essuie également d'autres critiques lorsqu'il expose au salon de Bruxelles de 1842, une Almée alanguie sur un canapé, considérée comme un sujet explicitement sexuel. Au point de vue de son tempérament, il « était doué d'un caractère simple, peu expansif, mais plein de douceur et d'urbanité [...] Il était profondément sensible à la critique [...], elle lui causait plutôt du chagrin que du dépit ».
Après plusieurs années où il vit retiré et au cours desquelles une affection mélancolique nerveuse l'empêchait de peindre, il meurt à l'âge de 73 ans à Bruxelles, en sa demeure avenue Marnix, le 7 février 1882. Hormis une nièce à laquelle il lègue une somme de 10 000 francs, il déshérite sa famille et verse à la caisse centrale des artistes la même somme. Le reste de sa fortune est légué aux hospices de la ville de Bruxelles. Le 9 février, après des funérailles à la cathédrale Saint-Jacques-sur-Coudenberg, il est inhumé dans le mausolée, réalisé par l'architecte Emmanuel Cels, au cimetière de Laeken.

## Œuvres
Sélection d'œuvres, :

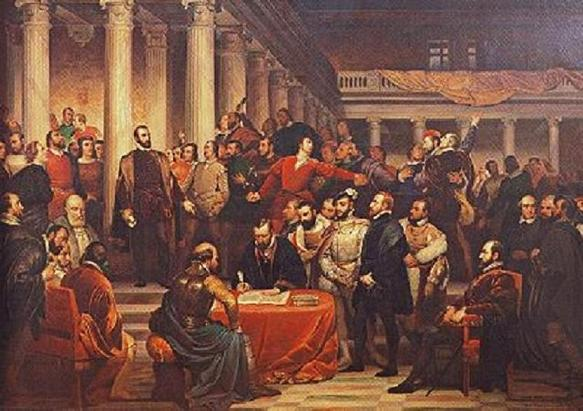
Le Compromis des nobles en 1566.

- Eucharis et Télémaque allant à la chasse, 1828 ;
- Portrait équestre de Léopold Ier, roi des Belges, 1832, conservé au palais de Compiègne ;
- Ugolin et ses fils dans la tour de Pise, 1836 ;
- Le Compromis des nobles en 1566, 1841, Musée des beaux-arts de Liège ;
- La Paix des Dames, 1843 ;
- Raphaël composant la transfiguration, 1845 ;
- Rubens rétablissant la paix entre l’Angleterre et l’Espagne, 1848 (détruit) ;
- Le Compromis (taille réduite) ;
- Le duc d'Albe à l'hôtel de ville de Bruxelles, 1850 ;
- La Belgique fondant la Monarchie, 1853 ;
- Sabine de Bavière à l’abbaye de La Cambre, 1859 ;
- La comtesse d'Egmont au couvent de la Cambre après la mort de son mari, 1860 ;
- La comtesse d'Egmont à l'église, 1860 ;
- Le Conseil de guerre d'Alexandre Farnèse au siège d'Anvers, 1862 ;
- Guillaume d’Orange méditant son plan de campagne de Briele 1572, 1868 ;
- Les chevaliers de l'ordre teutonique ;
- Le banquet de juillet à Cuylembourg ;
- Les mots de Marie ;
- Souvenir de Venise.

## Honneurs
Édouard De Bièfve est :
- Officier de l'ordre de Léopold (Belgique, 16 novembre 1863)[8].
- Chevalier de l'ordre de Saint-Michel (Royaume de Bavière, 16 février 1851)[9] .
- Officier de 3e classe de l'ordre de l'Aigle rouge, (Royaume de Prusse), 25 novembre 1848)[9].
- Chevalier de l'ordre de la Couronne de chêne (Pays-Bas, 24 mars 1861)[9].